# Синкай 6500

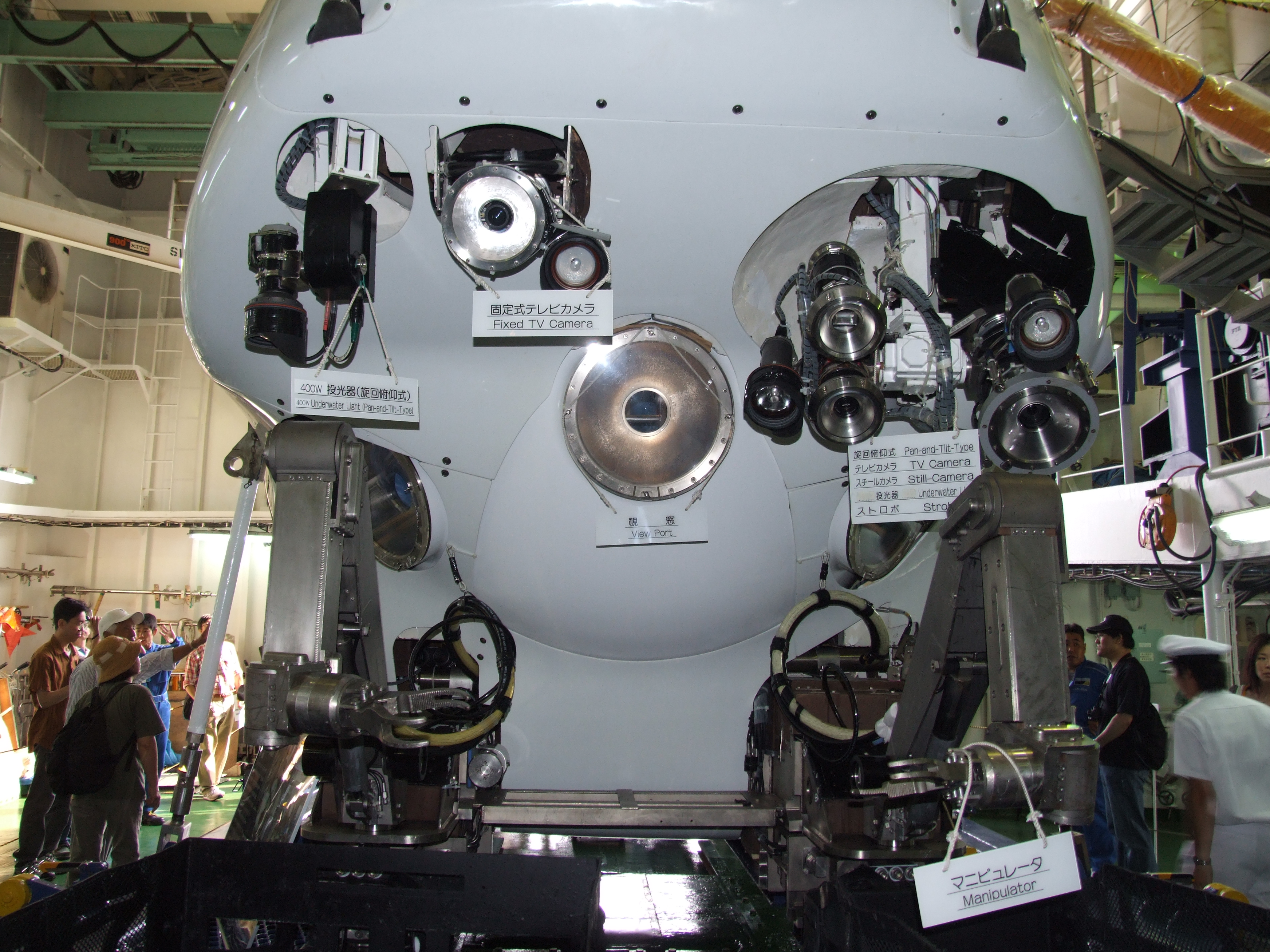
Синкай 6500, вид спереди

Синкай 6500 (しんかい) — это японский глубоководный обитаемый аппарат с глубиной погружения до 6500 метров. Аппарат был построен в период с мая 1987 года по январь 1989 года. Владельцем и оператором является Японское агентство морских и земных наук и технологий (JAMSTEC).